# Рајн (Лех)
Рајн (њем. Rain) град је у њемачкој савезној држави Баварска. Једно је од 43 општинска средишта округа Донау-Рис. Према процјени из 2010. у граду је живјело 8.488 становника. Посједује регионалну шифру (AGS) 9779201.

## Географски и демографски подаци
Рајн се налази у савезној држави Баварска у округу Донау-Рис. Град се налази на надморској висини од 402 метра. Површина општине износи 77,1 km². У самом граду је, према процјени из 2010. године, живјело 8.488 становника. Просјечна густина становништва износи 110 становника/km².

## Међународна сарадња
| Мјесто | Држава       | Врста сарадње | Од    |
| ------ | ------------ | ------------- | ----- |
| Туган  | Буркина Фасо | партнерство   | 1974. |
| Извор  |              |               |       |